# Johnny Mnemonic
Johnny Mnemonic is een cyberpunkfilm uit 1995, losjes gebaseerd op het kort verhaal Johnny Memo van William Gibson, die ook het filmscript schreef. De film werd geregisseerd door Robert Longo, de hoofdrollen werden vertolkt door Keanu Reeves, Dina Meyer, Ice-T, Dolph Lundgren en Takeshi Kitano.
De film was destijds een zware flop, maar vanwege het hoge campgehalte kreeg het toch een status als cultfilm.

## Verhaal
Johnny is een datakoerier die computerdata vervoert in het bionisch implantaat dat hij in zijn hoofd heeft laten inbrengen. Datakoeriers worden gebruikt om informatie te versturen die te gevoelig is om via de reguliere netwerken te versturen. Om de data te beschermen worden deze nadat ze in de koerier zijn ingeladen, beveiligd met een wachtwoord dat alleen bekend is bij degene voor wie de informatie bestemd is. Johnny verdient zijn geld met het vervoeren van dit soort informatie.
Ditmaal moet hij data van Peking naar Newark brengen. Bij zijn klanten aangekomen ziet hij dat dit privé-personen zijn, wat vrij ongewoon is: meestal werkt hij voor bedrijven. Verder blijkt het om 320 gigabyte aan gegevens te gaan, terwijl hij slechts een opslagcapaciteit van 80 GB heeft, of 160 GB met een capaciteitsverdubbelaar. Toch laadt hij de data in, maar hij moet ze weer snel uit zijn hoofd krijgen, anders zal hij sterven. Wanneer de gegevens zijn ingeladen worden ze overvallen door de Yakuza, een Japanse criminele organisatie. Johnny weet maar net te ontsnappen en begint een race tegen de klok, achtervolgd door huurmoordenaars.

## Rolverdeling
| Acteur         | Personage       |
| -------------- | --------------- |
| Keanu Reeves   | Johnny Mnemonic |
| Dina Meyer     | Jane            |
| Ice-T          | J-Bone          |
| Takeshi Kitano | Takahashi       |
| Dennis Akayama | Shinji          |
| Dolph Lundgren | Priester        |
| Henry Rollins  | Spider          |
| Udo Kier       | Ralfi           |
| Barbara Sukowa | Anna Kalmann    |